# Fattore di Landé
In fisica, in particolare in meccanica quantistica, il fattore di Landé, anche detto Landé g-factor o fattore g di Landé, è un particolare tipo di fattore-g dato dal rapporto tra il momento magnetico e il momento angolare orbitale di un sistema, quale ad esempio una particella elementare in un nucleo atomico.
Il rapporto giromagnetico è stato introdotto da Alfred Landé nel 1921.

## Definizione
Nella fisica atomica il rapporto giromagnetico è una costante moltiplicativa nell'espressione dei livelli energetici degli elettroni in un atomo immerso in un debole campo magnetico
Il campo annulla la degenerazione data dalla comunanza del momento angolare orbitale, ed il fattore di Landé proviene dal calcolo della perturbazione data dal campo al primo ordine perturbativo.
Formalmente il fattore-g di Landé è definito:
{\displaystyle g_{J}=g_{L}{\frac {J(J+1)-S(S+1)+L(L+1)}{2J(J+1)}}+g_{S}{\frac {J(J+1)+S(S+1)-L(L+1)}{2J(J+1)}}.}
Se si approssima il fattore-g orbitale pari a 1, e {\displaystyle g_{S}=2}, l'espressione diventa:
{\displaystyle g_{J}\approx 1+{\frac {J(J+1)-L(L+1)+S(S+1)}{2J(J+1)}}}
dove J è il numero quantico del momento angolare totale, L è il numero quantico azimutale e S il numero quantico di spin.
Essendo S=1/2 per l'elettrone, sostituendo 3/4 al posto di S(S+1), si ottiene che il fattore di Landé per un atomo con momento angolare totale F=I+J:
{\displaystyle {\begin{aligned}g_{F}&=g_{J}{\frac {F(F+1)-I(I+1)+J(J+1)}{2F(F+1)}}+g_{I}{\frac {F(F+1)+I(I+1)-J(J+1)}{2F(F+1)}}\\&\approx g_{J}{\frac {F(F+1)-I(I+1)+J(J+1)}{2F(F+1)}}\\\end{aligned}}}
Tale approssimazione è giustificata dal fatto che {\displaystyle g_{I}} è minore di {\displaystyle g_{J}} di un fattore uguale a {\displaystyle {\frac {m_{e}}{m_{p}}}}, dove {\displaystyle m_{e}} è la massa dell'elettrone e {\displaystyle m_{p}} la massa del protone.

## Una derivazione
La derivazione seguente si attiene a Ashcroft e Mermin, e a Yang e Hamilton.
Sia il momento angolare orbitale sia il momento angolare di spin degli elettroni contribuiscono al momento magnetico. In particolare, ciascuno di loro da solo contribuisce al momento magnetico con la forma seguente
{\displaystyle {\vec {\mu }}_{L}={\vec {L}}g_{L}\mu _{B}}
{\displaystyle {\vec {\mu }}_{S}={\vec {S}}g_{S}\mu _{B}}
{\displaystyle {\vec {\mu }}_{J}={\vec {\mu }}_{L}+{\vec {\mu }}_{S}}
dove 
{\displaystyle g_{L}\approx -1}
{\displaystyle g_{S}\approx -2}
Si noti che i segni negativi nelle espressioni di cui sopra sono dovuti al fatto che l'elettrone ha carica negativa, e il valore di {\displaystyle g_{S}} può essere ricavato naturalmente dall'equazione di Dirac. Il momento magnetico totale {\displaystyle {\vec {\mu }}_{J}}, come operatore vettoriale, non è nella direzione del momento angolare totale {\displaystyle {\vec {J}}={\vec {L}}+{\vec {S}}}, perché i fattori g per la parte orbitale e di spin sono diversi. Tuttavia, per il teorema di Wigner-Eckart, il suo valore di aspettazione di fatto è lungo la direzione di {\displaystyle {\vec {J}}} che può essere impiegato nella determinazione del fattore g secondo le regole dell'interazione spin-orbita. In particolare, il fattore g è definito come conseguenza del teorema stesso
{\displaystyle \langle J,J_{z}|{\vec {\mu }}_{J}|J,J_{z'}\rangle =g_{J}\mu _{B}\langle J,J_{z}|{\vec {J}}|J,J_{z'}\rangle }
Pertanto, 
{\displaystyle \langle J,J_{z}|{\vec {\mu }}_{J}|J',J'_{z}\rangle \cdot \langle J',J'_{z}|{\vec {J}}|J,J_{z}\rangle =g_{J}\mu _{B}\langle J,J_{z}|{\vec {J}}|J',J'_{z}\rangle \cdot \langle J',J'_{z}|{\vec {J}}|J,J_{z}\rangle }
{\displaystyle \sum _{J',J'_{z}}\langle J,J_{z}|{\vec {\mu }}_{J}|J',J'_{z}\rangle \cdot \langle J',J'_{z}|{\vec {J}}|J,J_{z}\rangle =\sum _{J',J'_{z}}g_{J}\mu _{B}\langle J,J_{z}|{\vec {J}}|J',J'_{z}\rangle \cdot \langle J',J'_{z}|{\vec {J}}|J,J_{z}\rangle }
{\displaystyle \langle J,J_{z}|{\vec {\mu }}_{J}\cdot {\vec {J}}|J,J_{z}\rangle =g_{J}\mu _{B}\langle J,J_{z}|{\vec {J}}\cdot {\vec {J}}|J,J_{z}\rangle =g_{J}\mu _{B}\quad \hbar ^{2}J(J+1)}
Si ottiene
{\displaystyle g_{J}\langle J,J_{z}|{\vec {J}}\cdot {\vec {J}}|J,J_{z}\rangle =\langle J,J_{z}|g_{L}{{\vec {L}}\cdot {\vec {J}}}+g_{S}{{\vec {S}}\cdot {\vec {J}}}|J,J_{z}\rangle }
{\displaystyle =\langle J,J_{z}|g_{L}{({\vec {L}}^{2}+{\frac {1}{2}}({\vec {J}}^{2}-{\vec {L}}^{2}-{\vec {S}}^{2}))}+g_{S}{({\vec {S}}^{2}+{\frac {1}{2}}({\vec {J}}^{2}-{\vec {L}}^{2}-{\vec {S}}^{2}))}|J,J_{z}\rangle }
{\displaystyle ={\frac {g_{L}\hbar ^{2}}{2}}(J(J+1)+L(L+1)-S(S+1))+{\frac {g_{S}\hbar ^{2}}{2}}(J(J+1)-L(L+1)+S(S+1))}
{\displaystyle g_{J}=g_{L}{\frac {J(J+1)+L(L+1)-S(S+1)}{2J(J+1)}}+g_{S}{\frac {J(J+1)-L(L+1)+S(S+1)}{2J(J+1)}}}